# Willa Hugona Hechta w Bydgoszczy
Willa Hugona Hechta w Bydgoszczy – zabytkowa willa w Bydgoszczy. Obiekt zajmowany jest obecnie przez NZOZ Przychodnia Gdańska. Wartość budynku szacowana jest na 1 mln 650 tys. zł.

## Położenie
Dwa bliźniacze połączone ze sobą budynki posiadają numerację 88 i 90.
Stoją we wschodniej pierzei ul. Gdańskiej, między ul. Zamoyskiego, a Chodkiewcza.

## Historia
Dwa bliźniacze budynki poprzedzone przedogrodami wzniesiono w latach 1888-1889 dla kupca, hurtownika drewna Hugona Hechta według projektu Józefa Święcickiego.
Właścicielem budynków w latach 1900-1939 był bydgoski działacz i społecznik, lekarz i radca sanitarny Hermann Dietz. Dokonał on już w pierwszym roku posiadania budynku rozbudowy o skrzydło mieszkalne, także według projektu Józefa Święcickiego. Od 2016 przeprowadzany jest remont obiektu o kosztorysowej wartości 1,5 mln zł, obejmujący m.in. odnowienie drenażu i renowację frontu (2018: odtworzenie okien i naświetli, naprawę i wzmocnienie belek stalowych stropowych oraz wykonanie izolacji pionowej ścian zewnętrznych).

## Architektura
Dwa zestawione ze sobą budynki, nakryte mansardowymi dachami, z pozoru tworzą jednorodną bryłę. Jednak autor poprzez zastosowanie zróżnicowanych motywów dekoracyjnych na każdym z budynków, subtelnie je skontrastował. Obie wille reprezentują kostium stylowy wzorowany na francuskim renesansie. Przejawia się to w doborze detalu i strukturze budynku z charakterystycznym ryzalitem, zwieńczonym dekoracyjnym szczytem.
Dekoracyjną, tynkowo-ceglaną elewację frontową ozdobiono dużą ilością różnorodnego detalu architektonicznego. Zadaszenie wieńczył dawniej ozdobny szczyt.
Elementem wzbogacającym dekoracyjność fasady pozostała do dzisiaj żeliwna, ażurowa barierka na kalenicy dachów obu budynków dodatkowo unifikująca całą zabudowę.

## Galeria

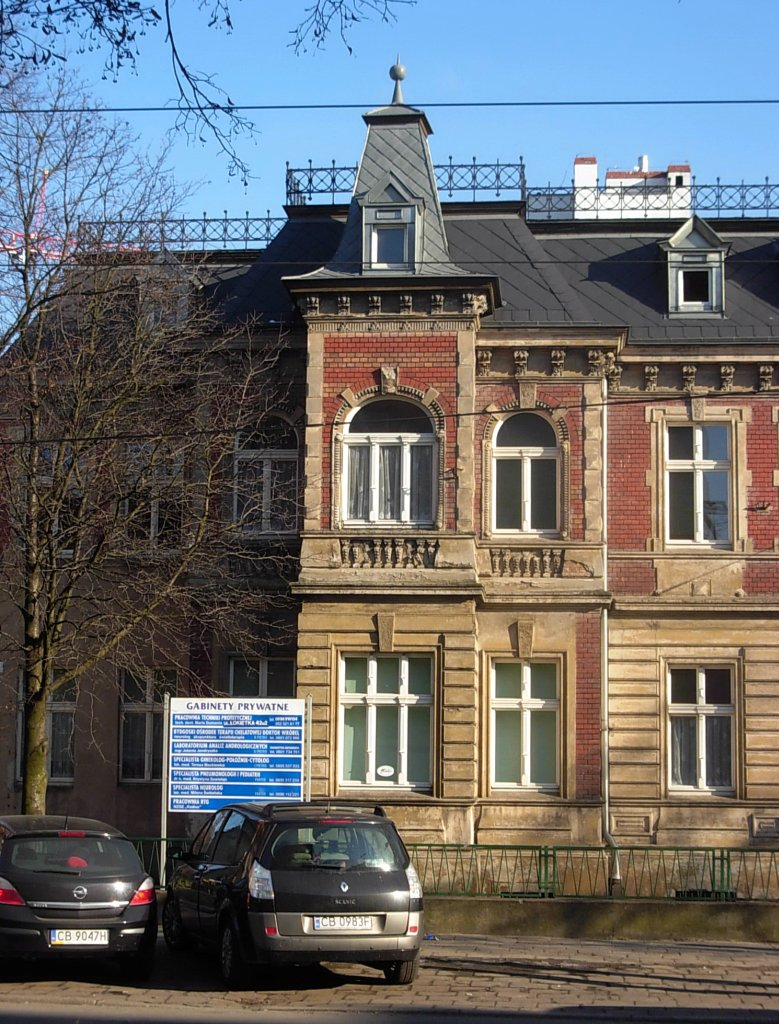
Front - Gdańska 90
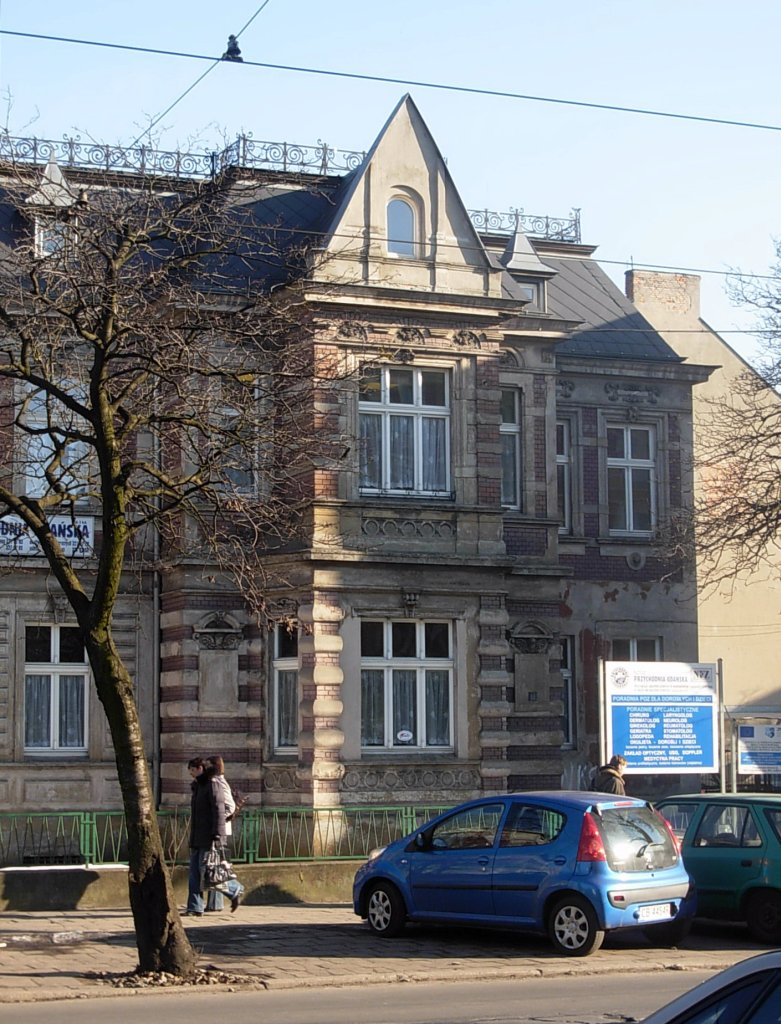
Front - Gdańska 88